# Geschäftsmodellinnovation
Eine Geschäftsmodellinnovation ist eine bewusste Veränderung eines bestehenden Geschäftsmodells bzw. die Schaffung eines neuen Geschäftsmodells, das Kundenbedürfnisse besser befriedigt als bestehende Geschäftsmodelle. 

## Nähere begriffliche Einordnung
Bekannte Beispiele für Geschäftsmodellinnovatoren sind IKEA oder Dell, die beide die Grundstrukturen und die Wettbewerbsregeln ihrer Branche verändert haben; IKEA, indem sie einen Teil der Wertschöpfung zum Kunden ausgelagert haben (Transport und Zusammenbau), und Dell, indem sie auf Zwischenhändler verzichtet und ein Build-to-Order-Verfahren in der Produktion eingeführt haben.
Geschäftsmodellinnovationen sind immer Strategische Innovationen, da sie die grundlegende Struktur eines Geschäftes verändern. Während ein Geschäftsmodell an sich keine Strategie ist, ist dessen bewusste Veränderung, um sich gegenüber Wettbewerbern zu differenzieren, eine Strategie. Bei Geschäftsmodellinnovationen geht es immer um die Schaffung eines Wettbewerbsvorteils durch Differenzierung gegenüber seinen Mitbewerbern.
Generell sind Innovationen die Einführung von qualitativen Neuerungen mit der Absicht, die wirtschaftliche Lage eines Unternehmens zu verbessern. Klassische Ansatzpunkte für die Innovationen sind Produkte oder Prozesse eines Unternehmens (Utterback 1996). Mit Produktinnovationen versuchen Unternehmen ihren Umsatz zu steigern; Prozessinnovationen verbessern die Effizienz des Unternehmens und dienen so der Produktivitätssteigerung. Andere Ansatzpunkte von Innovationen können alle Funktionsbereiche des Unternehmens sein (z. B. Marketing mit dem Aufbau eines klaren Image für das Produkt, das die messbaren Produkteigenschaften in den Hintergrund treten lässt, wie z. B. bei Luxusuhren oder Sportschuhen häufig der Fall ist), aber auch die gesamte Wertschöpfungsarchitektur einer Industrie.
Das Konzept der Geschäftsmodellinnovation ist relativ jung. Mit dem Aufkommen des Internets ist der Begriff des Geschäftsmodells stärker in den Fokus der Aufmerksamkeit von Fachleuten der Betriebswirtschaft, von Führungskräften in Unternehmen ebenso wie der Geschäftswelt gerückt und in dieser Folge auch der Begriff der Geschäftsmodellinnovation. In einer Studie von IBM geben CEOs Geschäftsmodellinnovationen als die wichtigste Innovationsart an.
In der Praxis wird der Begriff unscharf verwendet und häufig auch für inkrementelle Prozessverbesserungen verwendet (vgl.). Geschäftsmodellinnovationen im strategischen Sinne sind selten und verändern substantiell die Wettbewerbsregeln innerhalb einer Branche, bzw. schaffen sogar ganz neue Branchen. So trat neben die Geschäftsmodelle „Kaufen“ und „Mieten“ sowie „Ratenkauf“ zusätzlich der Kauf mittels Kreditkarte, woraus sich eine neue Branche entwickelte.

## Klassen von Geschäftsmodellinnovationen
Geschäftsmodellinnovationen setzen im Gegensatz zu Produkt- oder Prozessinnovationen direkt am Geschäftsmodell eines Unternehmens an. Grob können drei Klassen von Geschäftsmodellinnovationen unterschieden werden:
- Value Innovation
- Architektonische Innovationen und
- Ertragsmodellinnovationen

Die Unterscheidung geht auf die drei Hauptbestandteile eines Geschäftsmodells zurück, auf die Value Proposition (Nutzenversprechen), auf die Architektur der Wertschöpfung und das Ertragsmodell.

## Internet- und telekommunikationsbasierte Industrien, elektronischer Zahlungsverkehr
Dass heute in den internet- und telekommunikationsbasierten Industrien, aber auch beim Zahlungsverkehr Innovation vor allem in Form von Geschäftsmodellinnovation erfolgt, liegt zum einen an den hohen Freiheitsgraden bei der Wahl des Ertragsmodells als Folge von gegen Null tendierenden Distributionskosten im Netz. Daraus ergibt sich die Möglichkeit, bestimmte Leistungen (z. B. auch Hardware, die den Zugang zu kostenpflichtigen Leistungen eröffnet) kostenlos abzugeben oder Kundengruppen (fast) kostenlos zu bedienen, um andere anzuziehen. Zum anderen ist dies durch die hohe Vernetzungs- und Kombinationsfähigkeit von Software und Internet- bzw. Telekommunikationsdiensten begründet.

## Value Innovation
Eine Value Innovation ist eine Veränderung des Nutzens (Value Proposition) für eine bestimmte Kunden- oder Lieferantengruppe, der durch bisherige Produkte am Markt nicht befriedigt wurde. Value Innovations betreffen nicht nur die Befriedigung von Bedürfnissen, die sich schon am Markt als Bedarf manifestiert haben, aber noch nicht z. B. zum gewünschten Preis befriedigt wurden, sondern sie betreffen vor allem die Befriedigung von latent vorhandenen Bedürfnissen.
Value Innovation schaffen neue Märkte und stehen nicht in direkter Konkurrenz zu bisherigen Anbietern (Kim & Mauborgne, 1997).
Jede Value Innovation zieht weitere Veränderungen des Geschäftsmodells nach sich. Direkt wirkt sich die Value Innovation auf den Produkt-/Marktentwurf aus, der eine Abhängige der Value Proposition ist. Kommt es hier zu starken Veränderungen, ändert sich auch die Architektur der Wertschöpfung. Eine Value Innovation muss aber nicht mit einer grundlegenden Veränderung der Wertschöpfungsarchitektur verbunden sein. So können bestehende Produkte einer neuen Kundengruppe angeboten werden, die einen gänzlich anderen Nutzen aus dem Produkt zieht als die bisherigen Kunden.

### Beispiel: eBay als Value Innovator
eBay, das Online-Auktionshaus, ist ein Value Innovator gewesen, der gleichzeitig auch eine neue Wertschöpfungsarchitektur aufgebaut hat. eBay ist ein Unternehmen, das Auktionen zwischen Verkäufern und Käufern von Waren abhält. Der Verkauf von Gütern über Auktionen ist sehr alt und eBay hat Auktionen nicht erfunden. Aufgrund des Internets hat eBay es aber geschafft, eine neue Value Proposition gegenüber klassischen Auktionshäusern wie Christies zu etablieren. Während die klassischen Auktionshäuser für sehr gesuchte Güter einen liquiden Markt geschaffen haben, hat eBay einen liquiden Markt für Güter geschaffen, bei denen es vorher nur einen sehr illiquiden oder gar keinen Markt gab. Vor eBay hat eine potentiell vorhandene Nachfrage gar nicht das Angebot finden können. Die Value Proposition von eBay ist die Bereitstellung von Liquidität für jegliche Art von austauschbaren Leistungen.